# Chiesa della Santissima Annunziata (Pontremoli)
La chiesa della Santissima Annunziata è un edificio sacro che si trova lungo la statale della Cisa a Pontremoli. È sede dell'omonima parrocchia del vicariato di Pontremoli della diocesi di Massa Carrara-Pontremoli.

## Storia e descrizione
Fu costruita sul finire del quattrocento, a seguito di un'apparizione della Vergine, che sarebbe avvenuta presso un'edicola sacra entro cui era affrescata un'Annunciazione.
Alla sua costruzione, come si legge nei libri delle spese, lavorò dapprima "maestro Biagio da Firenze" cui subentrò poi "maestro Martino da Lugano". Per l'edificazione della chiesa si giunse addirittura a spostare la strada, facendola passare in prossimità del fiume Magra.
La facciata è stata rifatta nel 1937.
Nell'interno, a navata unica con presbiterio sopraelevato, si conserva la Madonna col Bambino e evangelisti (1470 circa). Al centro della navata si eleva un tempietto marmoreo ottagonale (1527), attribuito alla scuola di Andrea Sansovino; all'interno l'Adorazione dei Magi di Luca Cambiaso, la cui lunetta, con la Creazione, è ora sulla porta della sagrestia, elegante ambiente totalmente rivestito da alte armadiature in legno intagliato, completato nel 1676 e dipinto nella volta da Francesco Natali. Dal presbiterio si accede a due chiostri quattrocenteschi appartenenti all'ex convento degli agostiniani, edificato a spese della città nel 1474.

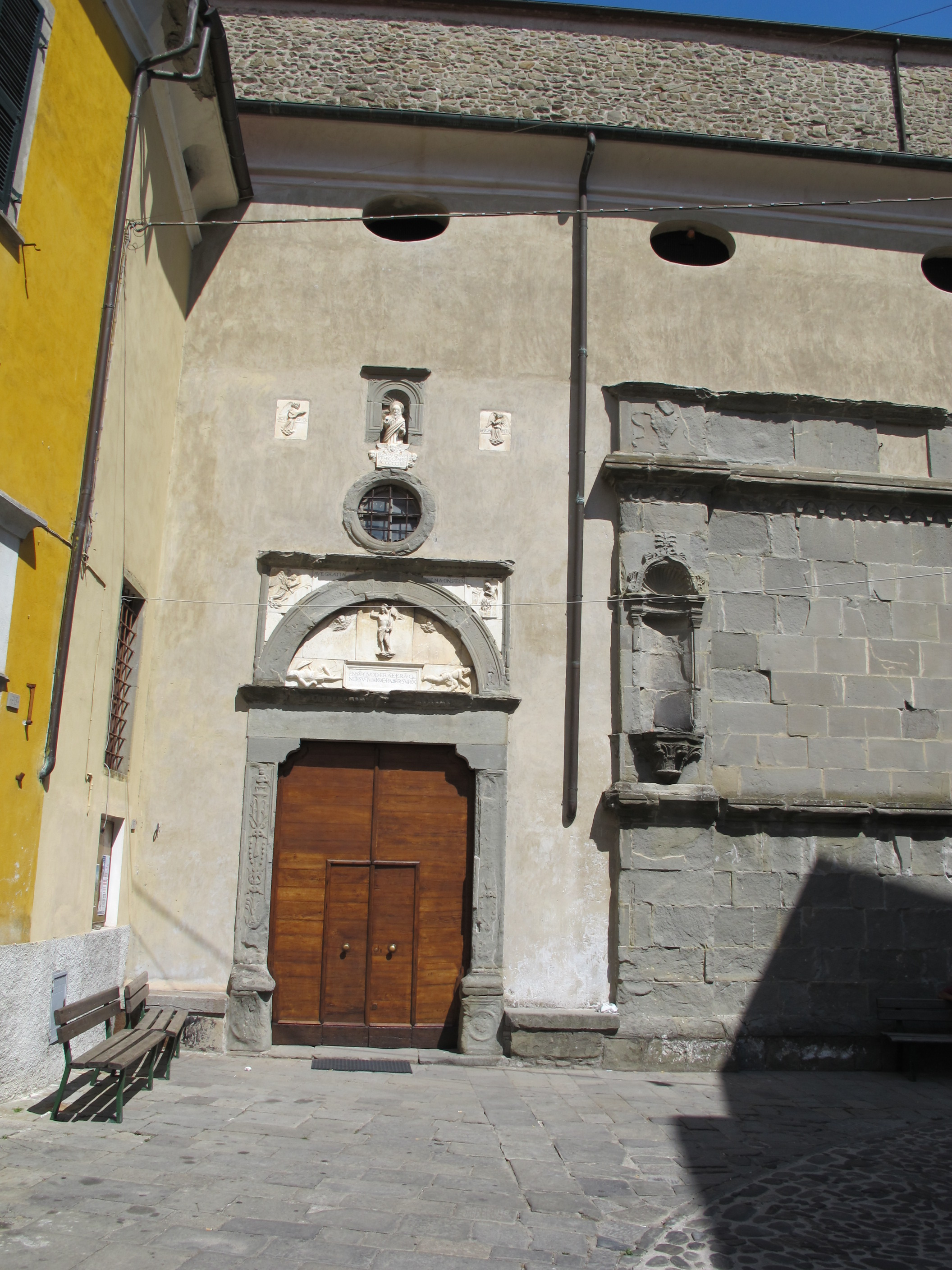
Entrata laterale
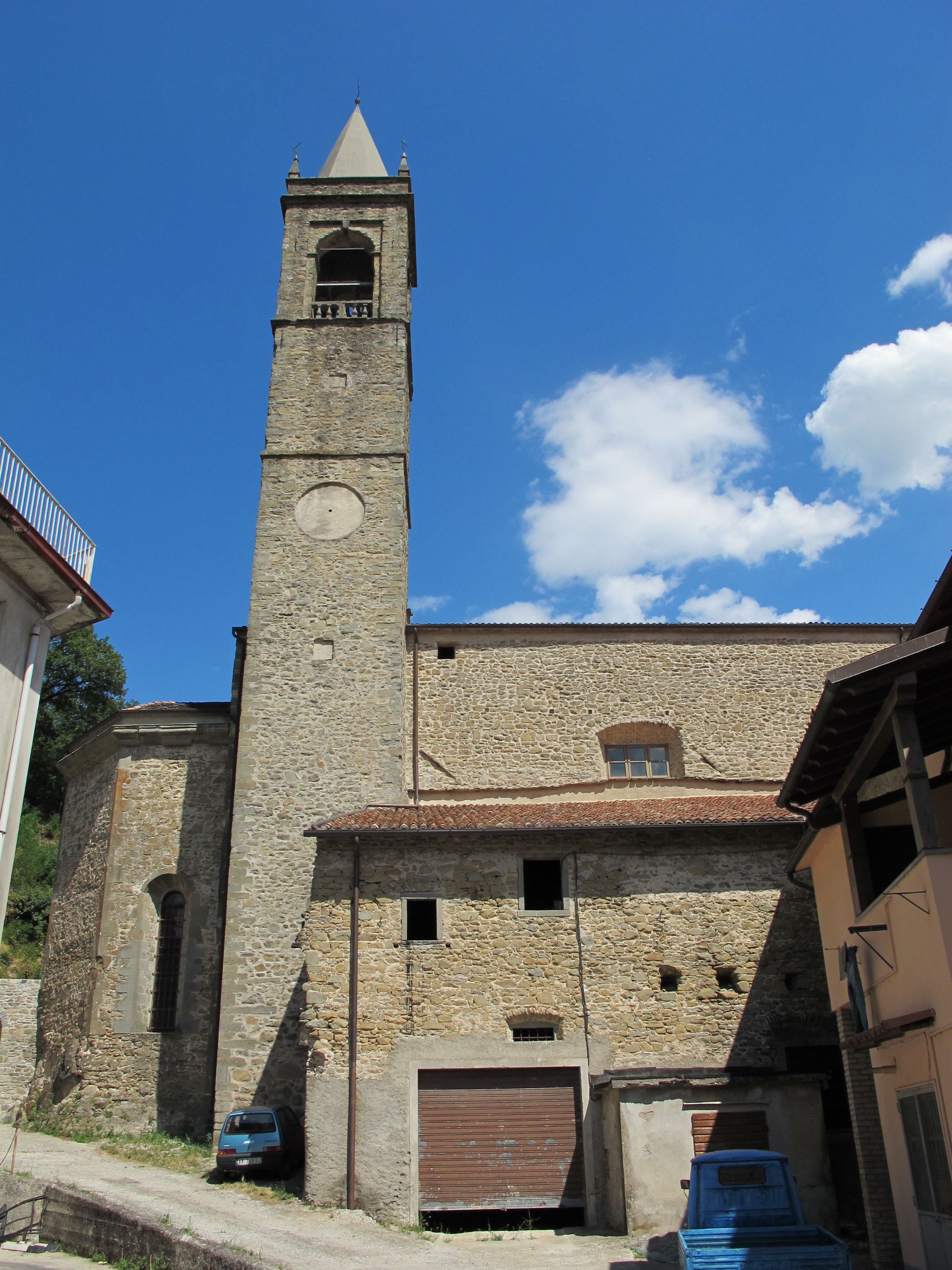
Fianco e campanile
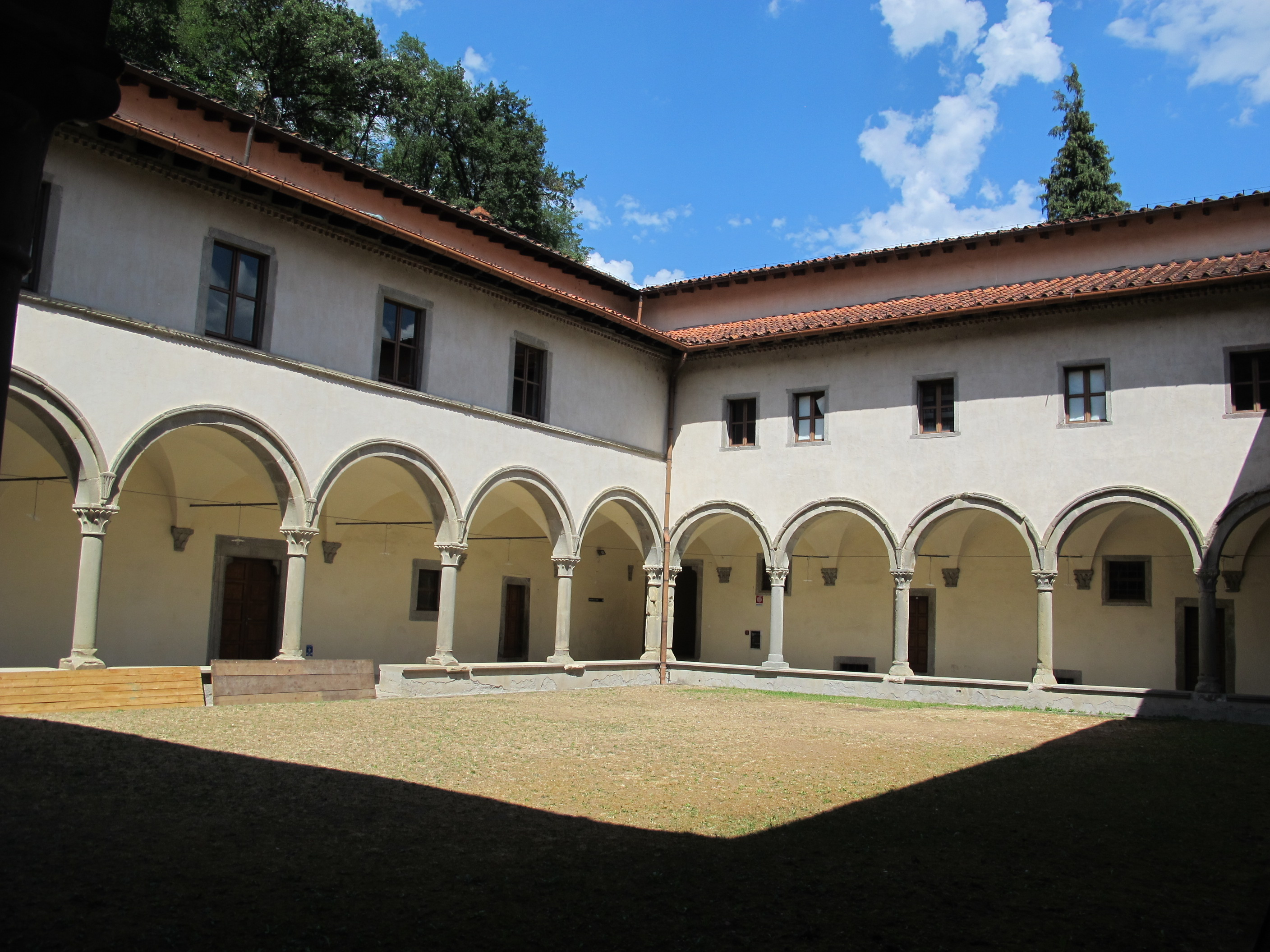
Uno dei due chiostri

### L'apparizione mariana
Nel 1470, alle porte di Pontremoli, lungo la strada che portava al ponte di Saliceto, la Madonna sarebbe apparsa più volte a una pastorella che pascolava il gregge nei pressi di un'edicola sacra che custodiva un affresco trecentesco dell'Annunciazione, e il luogo divenne meta di pellegrinaggio. Un medico, di nome Princivalle Villani, fece costruire una prima cappella per custodire l'immagine, alla quale fece seguito l'attuale santuario.